# Mount Edixon
Mount Edixon är ett berg i Antarktis. Det ligger i Östantarktis. Nya Zeeland gör anspråk på området. Toppen på Mount Edixon är 2 080 meter över havet, eller 338 meter över den omgivande terrängen. Bredden vid basen är 4,9 km.
Terrängen runt Mount Edixon är huvudsakligen kuperad. Trakten är obefolkad. Det finns inga samhällen i närheten.